# Antoni Roig i Copons
Antoni Roig i Copons, (Torredembarra, Catalunya, 22 de juny de 1817 - Barcelona, Catalunya, 6 de novembre de 1885) va ser un indià natural de Torredembarra.
Antoni Roig i Copons neix a Torredembarra a la casa número 19 de l'antic carrer Nou (avui carrer Antoni Roig) el 22 de juny de 1817.
De la vida d'Antoni Roig en coneixem poca cosa, la seva infantesa i joventut és el període més fosc.
Però se sap que va ser un important comerciant que, com molts altres torrencs, va marxar a cercar fortuna a terres americanes, principalment a Cuba d'on va retornar amb una gran riquesa. De fet, al seu testament, deixà una part de la seva fortuna a familiars residents a l'illa.
Quan torna a Catalunya s'estableix a Barcelona on mor el dia 6 de novembre de 1885.
Al seu testament va establir les seves últimes voluntats entre les quals cal destacar que va sol·licitar ser enterrat al cementiri de Torredembarra a una tomba sense nom i que va destinar gran part de la seva riquesa a la creació del patronat Antoni Roig, edifici referent de l'ensenyament a Torredembarra durant molts anys.
Cal dir que el poble de Torredembarra respecta i honra la seva memòria i cada any per tots sants es fàcil trobar flors a la seva tomba.